# AX Возничего
AX Возничего (лат. AX Aurigae) — одиночная переменная звезда в созвездии Возничего на расстоянии (вычисленном из значения параллакса) приблизительно 22023 световых лет (около 6752 парсеков) от Солнца. Видимая звёздная величина звезды — от +12,68m до +12,15m.

## Характеристики
AX Возничего — жёлтая пульсирующая переменная звезда, классическая цефеида (DCEP) спектрального класса G-F. Эффективная температура — около 5962 К.